# Wapen van Alkemade

Het wapen van Alkemade.

Het wapen van Alkemade werd op 24 juli 1816 aan de gemeente Alkemade toegekend. Ondanks een fusie met de gemeente Vrije en Lage Boekhorst in 1855 heeft de gemeente haar oude wapen behouden. In 2009 werd de gemeente opgeheven en fuseerde met de gemeente Jacobswoude tot de gemeente Kaag en Braassem. Bij deze gemeente is het wapen van Alkemade in gebruik genomen als het hartschild op het nieuwe wapen.

## Geschiedenis
Het wapen van Alkemade gaat terug tot de middeleeuwen. Toen betrof het een familiewapen welke door de heerlijkheid Alkemade werd overgenomen. Het geslacht Van Alkemade gebruikte sinds Hendrik van Alkemade in 1293 een zegel met daarop een leeuw. Sinds 1350 had deze leeuw een kroontje. De leeuw zelf is een afgeleide van het wapen van Holland, die ongekroonde leeuw is zwart van kleur.
Deze leeuw is vermoedelijk afkomstig van het wapen van de heren van de Leck. Deze hadden voor 1300 een wapen met een dubbelstaartige leeuw welke een kroon droeg. Hendrik van Alkemade was familie van de heren van de Leck door zijn moeder, zij was een zus van Hendrik van de Leck. Omdat de familie Van de Leck rond 1350 was uitgestorven nam Hendrick van Alkemade het wapen van zijn familie deels over. Hiermee voorkwam hij ook dat er verwarring zou kunnen ontstaan tussen zijn wapen en dat van het geslacht Van Boekhorst, welke een ongekroonde zwarte leeuw als familiewapen gebruikte. 
De kleuren van het wapen zijn vanaf begin van de 15e eeuw ongewijzigd. Deze staan ook beschreven in het boek van Heraut Gelre. In de 18e eeuw werd het wapen als heerlijkheidswapen gebruikt. De tong van de leeuw was in dat wapen echter rood van kleur.

## Blazoen
De officiële beschrijving luidt als volgt:
Van zilver beladen met een klimmende leeuw van sabel, gekroond en getongd van goud.
Het schild toont een zwarte leeuw op een zilveren achtergrond. De leeuw heeft een gouden kroon en tong. In het blazoen ontbreekt de beschrijving van een gouden kroon met elf parels.

## Vergelijkbare wapens

Het wapen van Veen- en Geestlanden
Het wapen van Kaag en Braassem
Het wapen van Berkenwoude

Ter Aar
· Aarlanderveen
· Abbenbroek
· Abtsregt
· Alkemade
· Alphen
· Ameide
· Ammerstol
· Arkel
· Asperen
· Benthuizen
· Bergambacht
· Bergschenhoek
· Berkel en Rodenrijs
· Berkenwoude
· Bernisse
· Biert
· Binnenmaas
· Bleiswijk
· Bleskensgraaf
· Bleskensgraaf en Hofwegen
· Bodegraven
· Boskoop
· Brandwijk
· Brielle
· Broek, Thuil en 't Weegje
· Charlois
· Cillaarshoek
· Cromstrijen
· De Lier
· De Mijl
· Delfshaven
· Den Bommel
· Dirksland
· Driebruggen
· Dubbeldam
· Everdingen
· Geervliet
· Giessen-Nieuwkerk
· Giessenburg
· Giessendam
· Giessenlanden
· Goedereede
· Gouderak
· Goudriaan
· Goudswaard
· Graafstroom
· 's-Gravendeel
· 's-Gravenzande
· Groot-Ammers
· Groote Lindt
· Haastrecht
· Hagestein
· Hardinxveld
· Hazerswoude
· Heenvliet
· Heer Oudelands Ambacht
· Heerjansdam
· Hei- en Boeicop
· Heinenoord
· Hekelingen
· Hekendorp
· Herkingen
· Hillegersberg
· Hellevoetsluis
· Hodenpijl
· Hoek van Holland
· Hof van Delft
· Hoogblokland
· Hoornaar
· IJsselmonde
· Jacobswoude
· Kamerik
· Katendrecht
· Kedichem
· Kethel en Spaland
· Kijfhoek
· Klaaswaal
· Kleine Lindt
· Korendijk
· Koudekerk aan den Rijn
· Kralingen
· Krimpen aan de Lek
· Lange Ruige Weide
· Langerak
· Leerbroek
· Leerdam
· Leidschendam
· Leimuiden
· Lekkerkerk
· Lexmond
· Liemeer
· Loosduinen
· Liesveld
· Maasdam
· Maasland
· Meerkerk
· Melissant
· Middelharnis
· Mijnsheerenland
· Moerkapelle
· Molenaarsgraaf
· Molenwaard
· Monster
· Moordrecht
· Naaldwijk
· Nederlek
· Niemandsvriend
· Nieuw-Beijerland
· Nieuw-Helvoet
· Nieuw-Lekkerland
· Nieuwe-Tonge
· Nieuwenhoorn
· Nieuwerkerk aan den IJssel
· Nieuwland
· Nieuwpoort
· Nieuwveen
· Noordeloos
· Noordwijkerhout
· Nootdorp
· Numansdorp
· Onwaard
· Ooltgensplaat
· Oostflakkee
· Oostvoorne
· Ottoland
· Oud-Alblas
· Oud-Beijerland
· Ouddorp
· Oude-Tonge
· Oudenhoorn
· Ouderkerk
· Ouderkerk aan den IJssel
· Oudewater
· Oudshoorn
· Overschie
· Papekop
· Pernis
· Peursum
· Piershil
· Pijnacker
· Poortugaal
· Puttershoek
· Reeuwijk
· Rhoon
· Rijnsaterwoude
· Rijnsburg
· Rijnwoude
· Rijsoord
· Rockanje
· Roxenisse
· Rozenburg
· Sandelingen-Ambacht
· Sassenheim
· Schelluinen
· Schiebroek
· Schipluiden
· Schoonhoven
· Schoonrewoerd
· Schuddebeurs en Simonshaven
· Sint Anthoniepolder
· Sint Maartensregt
· Sluipwijk
· Sommelsdijk
· Spijkenisse
· Stad aan 't Haringvliet
· Stellendam
· Stolwijk
· Stompwijk
· Stormpolder
· Streefkerk
· Strevelshoek
· Strijen
· Ter Aar
· Tienhoven
· Valkenburg
· Veur
· Vianen
· Vierpolders
· Vlaardingerambacht
· Vliet
· Vlist
· Voorburg
· Voorhout
· Vrijenban
· Waarder
· Warmond
· Wateringen
· Westmaas
· Westvoorne
· Wieldrecht
· Wijngaarden
· Woerden
· Woubrugge
· 't Woudt
· Zederik
· Zegwaart
· Zevenhoven
· Zevenhuizen
· Zevenhuizen-Moerkapelle
· Zouteveen
· Zuid-Beijerland
· Zuidbroek
· Zuidland
· Zwammerdam
· Zwartewaal

Heerlijkheidswapens:
ter Aa
· Albrandswaard
· Biesland
· Cromstrijen
· Duivenvoorde
· 's-Gravenambacht
· Hoog- en Wout-Harnas
· Langerak bezuiden de Lek
· Lek en Stormpolder
· Nederslingeland
· West-Nieuwland
· Oosterwijk
· Spieringshoek
· Vliet
· Voshol
· Vrijenban
· Vrijenhoeve
· Wieldrecht